# خواکین ارناندس
خواکین ارناندس (اسپانیایی: Joaquín Hernández‎؛ زادهٔ ۱ فوریهٔ ۱۹۷۱) بازیکن فوتبال اهل مکزیک بود.
از باشگاه‌هایی که در آن بازی کرده‌است می‌توان به باشگاه فوتبال آمریکا، باشگاه فوتبال پوئبلا، و باشگاه فوتبال تیگرس اونال اشاره کرد.
وی همچنین در تیم‌های ملی فوتبال زیر ۲۳ سال مکزیک و مکزیک بازی کرده‌است.